# Vermessung

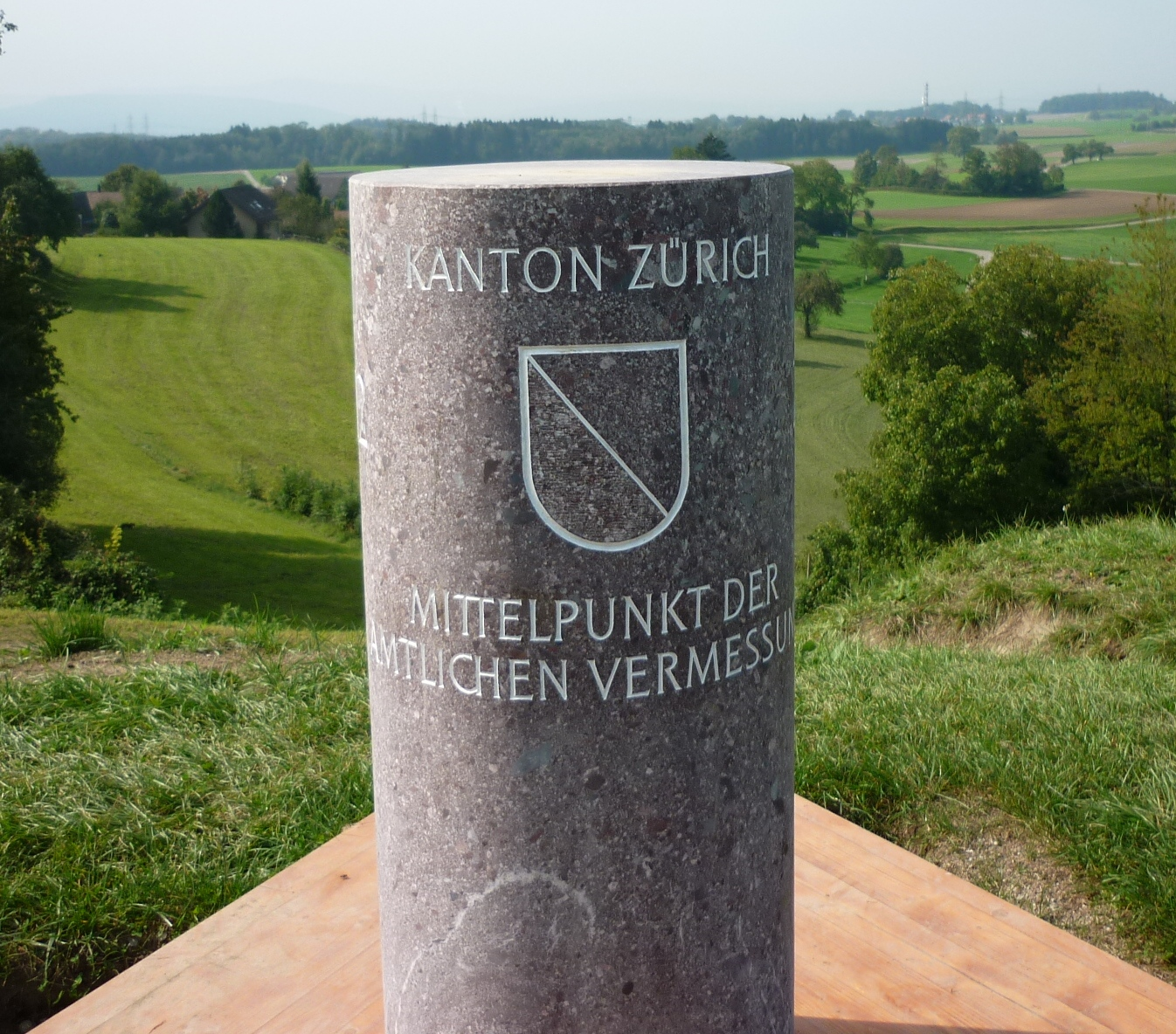
Mittelpunkt der Amtlichen Vermessung des Kantons Zürich seit 1912, Brütten, Schweiz

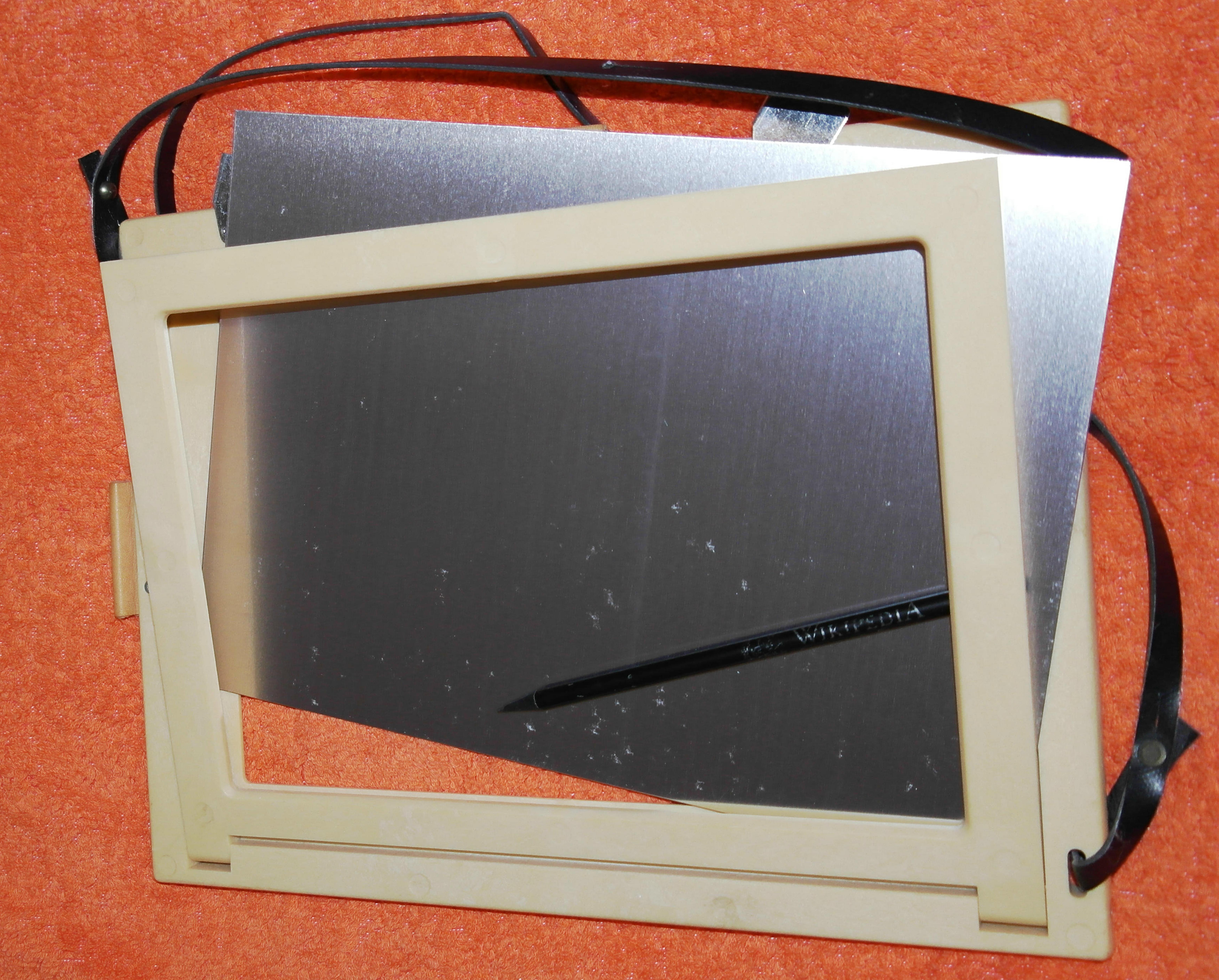
Feldbuchrahmen – Hilfsmittel für Vermesser

Vermessung wird einerseits als Synonym für Geodäsie, andererseits für das Messen bestimmter Größen benutzt, insbesondere die Erfassung des tatsächlichen und rechtlichen Bestandes von Teilen der Erdoberfläche. Dabei versteht man unter „Messung“ das quantitative Erfassen einer geometrischen Größe (z. B. Strecke, Winkel, Höhe) und unter „Vermessung“ die Gesamtheit aller für die Erfassung eines Objektes (Grundstück, Gebäude, Straße usw.) erforderlichen Messungen.
Vermessung ist allgemein die messtechnische Erfassung von Punkten auf der Erdoberfläche, in Räumen oder an Objekten, derer man zu einem bestimmten Zweck bedarf. Der Einsatz findet insbesondere zur vollständigen Neuaufnahme und Kartierung von Gebieten statt.
Terrestrische Vermessung ist in der deutschen Verwaltungsgliederung die Aufgabe der Katasterverwaltung zur Dokumentation von Grenzen und zur Feststellung von Eigenschaften der Geländeoberflächen.
Die technischen und mathematischen Verfahren der Vermessung werden unter Geodäsie beschrieben.

## Ingenieurvermessung
Als Ingenieurvermessung bezeichnet man das Teilgebiet der Vermessung, das für das Bauen komplexer Bauwerke wie Gebäude, Brücken, Straßen, Tunnel oder Kraftwerke benötigt wird. Aufgaben sind unter anderem Maßermittlungen, Abstecken von Bauachsen und -höhen, Setzungsmessungen während der Baumaßnahmen und baubegleitende Kontrollmessungen.

## Landesvermessung
Die Landesvermessung beschäftigt sich mit der kartenmäßigen Erfassung der Umgebung insbesondere zur Erstellung von topografischen Karten (1:10.000 bis etwa 1:200.000) und mit der Erstellung eines landesweiten Vermessungsnetzes aus koordinatenmäßig bekannten Punkten. Letzteres wurde bis vor einigen Jahren durch optische trigonometrische Messungen durchgeführt, mit der Zeit werden aber vermehrt die Koordinaten der Netzpunkte durch satellitengestützte Messungen (GPS, GNSS) bestimmt.
Im Gegensatz zur Katastervermessung muss bei optischen Messungen über weite Entfernungen die Krümmung der Erdoberfläche berücksichtigt werden, und zur genauen Höhenbestimmung die Theorien der Höheren Geodäsie.

## Katastervermessung
In der Katastervermessung werden rechtmäßige Grenzen ermittelt oder nachgewiesen und die Bebauung der Grundstücke festgestellt. Die Daten werden zur Erstellung von maßstäblichen Karten und Eigentumsnachweisen verwendet und dienen zur Sicherung des Eigentums an Grundstücken und darüber hinaus zur Fortführung des Liegenschaftskatasters. Die Flurkarte wird durch zum Beispiel neue Grenzen oder neu eingemessene Gebäude fortgeführt.

## Bodenordnung
Es gibt zwei Formen der Bodenordnung: im ländlichen Bereich ist dies die Flurbereinigung, im besiedelten Bereich die (Bauland-)Umlegung.
Die Flurbereinigung wird angewandt, wenn eine Neuordnung der ländlichen Grundstücke erforderlich ist (Zersplitterung) oder Flächen in größeren Umfang in Anspruch genommen werden müssen (Straßenbau). Durchgeführt wird dieses Verfahren vom Amt für ländliche Neuordnung oder auch Amt für Ländliche Entwicklung in Bayern. Die Umlegung wird zur Neueinteilung für Bauland in der Regel von den Vermessungsämtern der Städte oder von den Katasterämtern, die zu den Landkreisverwaltungen gehören, durchgeführt.

## Bergvermessung
Als Bergvermessung bezeichnet man allgemein die Vermessungsarbeiten im Bergbau. Dies können sowohl untertägige Hohlräume, die für Bergbauzwecke erstellt wurden, wie auch Tagebaue des Übertagebergbaus sein. Die Vermessungsarbeiten im Bergbau werden von Markscheidern, Bergvermessungsingenieuren oder Bergvermessungstechnikern durchgeführt.
Ganz ähnliche Aufgaben stellen sich beim Erforschen von Höhlen oder ähnlichen Hohlräume.

## Hydrografische Vermessungen
Als hydrografische Vermessung wird die Form- und Tiefenbestimmung eines Gewässers (See, Fluss- und Gewässersohle, Fahrwasser, Flussmündungen, Schotterbänke usw.) bezeichnet. Sie erfolgt mit Vermessungsschiffen oder -Booten durch geeignete Kombination von Positions- und Tiefenmessung.
Veränderungen an den Gewässerböden erfordern auch regelmäßige Neuvermessungen, z. B. die Sedimentation in Stauräumen oder an Flussmündungen und die Massenbestimmung für Baggerschiffe.

## Schiffsvermessung
Schiffsvermessung ist die Ermittlung des Raumgehaltes eines Seeschiffes.

## Satellitenvermessung
Spezielle Aufgaben sind die Bahnvermessung von Satelliten von der Erdoberfläche aus und die Vermessung der Erdoberfläche von Satelliten aus. Durch die Einführung von Langzeitbeobachtung von Satellitensignalen umlaufender Satelliten für die Navigation hat sich die klassische terrestrische Vermessung zunehmend mit Geräten zu einer durch Satelliten gestützten Vermessung der Erdoberfläche gewandelt (GPS).

## Astronomische Vermessung
Spezialgebiete der Vermessung befassen sich mit Themen der Flugbahnen von Himmelskörpern mit dem Hintergrund erdbezogener, erdnaher oder erdferner Aufgabenstellungen. Auch die astronomische Bestimmung der Lotrichtung, von genauen Richtungen (Azimute, Funkmaste usw.) und geografische Koordinaten sind spezielle Anwendungen der Geodäsie.